# Протесты в Эсватини (с 2021)
Протесты в Эсватини — акции протеста в Эсватини, начавшиеся в конце июня 2021 года. Манифестанты выступают с лозунгами против монархии и за демократизацию. Начиная с мирной акции протеста 20 июня, на выходных они переросли в насилие и грабежи, тем более, что правительство заняло жесткую позицию в отношении демонстраций и запретило подачу петиций.

## Предпосылки и причина

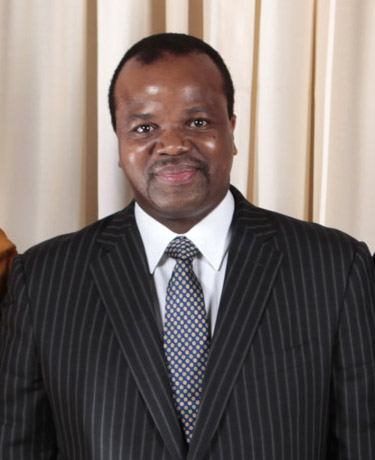
Мсвати III в 2009 году

Эсватини — одна из немногих (и единственная в Африке) стран с абсолютной монархией, гдеМсвати III является королем с 1986 года. Политические партии были запрещены с 1973 года при предыдущем короле Собузе II из-за «чрезвычайного положения», которое сохраняется и по сей день, и подвергаются серьёзным преследованиям в соответствии с законами о борьбе с терроризмом. Премьер-министр назначается монархом. Хотя протесты, как сообщается, редки, в 2018 и 2019 годах прошли демонстрации из-за расточительного образа жизни Мсвати III и предполагаемого нецелевого использования государственных средств. Серия дискуссий, организованных ООН в 2020 году, продемонстрировала поддержку введения демократической конституционной монархии в стране. Согласно Афробарометру, доверие к государственным институтам, включая монархию, значительно снизилось за последние несколько лет, и граждане ищут альтернативы авторитарному правлению, хотя только 49% поддерживают демократическое управление по сравнению с другими формами правления.
Непосредственной причиной протестов стало то, что три демократических депутата выступили за введение более демократической системы. Кроме того, смерть студента колледжа при загадочных обстоятельствах в мае вызвала подозрения в том, что его убила полиция, за чем последовали протесты, которые были поддержаны оппозиционными депутатами и привели к состоянию уже существовавшей напряженности.

## События
Первые протесты состоялись 20 июня, когда сельская молодежь в районе Манзини прошла через деревню, выкрикивая политические лозунги и призывая к праву на избрание демократическим путем премьер-министра. Они перекрыли дороги и подожгли шины. Полиция отреагировала на эти демонстрации, применив светошумовые гранаты и стреляя боевыми патронами, что привело к тому, что протестующие стали бросать камни в ответ. Протесты распространились и переросли в насилие 25 июня в поселке Мсундуза, недалеко от Мбабане, когда демонстранты «столкнулись» с полицией, а магазины были разграблены и сожжены. Поскольку тысячи людей направили петиции в особый властный орган «тинкхундла», правительство препятствовало их доставке, что вызвало протесты со стороны национального союза учителей и привело к дальнейшим беспорядкам.
В ночь с 28 на 29 июня было высказано предположение, что Мсвати III бежал из Эсватини из-за нарастающих беспорядков. Правительство опровергло эти сообщения. Однако сообщалось, что его частный самолёт был замечен вылетающим из страны. Коммунистическая партия Эсватини заявила, что он сбежал в Южную Африку, а Сеть солидарности Свазиленда заявила, что он находился в Мозамбике, и поручила силам безопасности «жестоко подавить» протесты.
29 июня 2021 года демонстрации продолжились: полиция пыталась отразить протестующих с помощью огнестрельного оружия и слезоточивого газа, на улицах присутствовали как полицейский спецназ, так и армия. Полиция также установила блокаду по всей столице, а правительство закрыло школы и автобусные станции. Правительство ввело комендантский час с 18:00 до 5:00, чтобы попытаться остановить насилие, а бизнес и школы были закрыты. Несмотря на это, протесты и грабежи продолжались 30-го, а полиция и армия применили смертоносную силу против демонстрантов, при этом доступ в Интернет стал ограниченным.
По словам премьер-министра Темба Масуку, 1 июля армия была официально призвана «для защиты критически важной национальной инфраструктуры и обеспечения соблюдения правил COVID-19», однако при этом он заявил, что это не означает введение военного положения.

### Последствия в ЮАР
В приграничном городе Осхук (африк. Oshoek) сотни грузовиков застряли из-за блокады протестующих, которые протестовали против импорта, а также из-за того, что потеря доступа к Интернету остановила обработку въезда. Силам национальной обороны Южной Африки было приказано предотвратить дальнейшее насилие и потери и взять грузовики под защиту. 1 июля боевики движения «Борцы за экономическую свободу» заставили закрыть контрольно-пропускной пункт в Мананге с тем, чтобы поддержать протесты.

## Реакция
По данным Times of Swaziland, ряд правительственных деятелей своими заявлениями поощряли насилие и жесткие репрессии. Национальный комиссар полиции Уильям Дламини заявил, что протесты были «войной»; хотя позже он пояснил, что по-прежнему желал спокойствия и хотел только показать, что полиция привержена восстановлению порядка, редактор Times оценил это заявление, запрет на подачу петиций и призыв министра жилищного строительства и городского развития принца Симелане «бороться огнём против огня» как разжигание конфликта.
Крупнейшая оппозиционная партия, Объединённое народное демократическое движение, объявила о проведении пресс-конференции 29 июня. По словам лидера партии Вандила Длудлу, правительственные силы ранили более 250 человек, включая пулевые ранения и переломы.
Международная неправительственная организация Human Rights Watch призвала правительство «избегать произвольного применения силы» и заявила, что протесты должны быть «тревожным сигналом для короля и его правительства, чтобы они прислушались к законным призывам к реформам». Региональный директор Amnesty International назвала реакцию правительства «прямой атакой на права человека». Правительства ЮАР, США и Великобритании также выразили озабоченность, призвали к восстановлению мира и заявили, что следует соблюдать право на мирный протест. США также направили в свое посольство в Эсватини дополнительную группу морских пехотинцев для усиления своей безопасности. Правящая партия Южной Африки, Африканский национальный конгресс, поддержала реформы в стране. 3 июля Сообщество по вопросам развития стран юга Африки объявило, что направит группу министров для урегулирования ситуации.